# Anaconda (Montana)
Anaconda ist eine Stadt mit 9298 Einwohnern (Stand 2010) im Deer Lodge County, Montana, Vereinigte Staaten. Sie liegt in den Rocky Mountains und wird von bis zu 3164 Meter hohen Bergen umgeben. Anaconda bedeckt eine Fläche von 8 km² und liegt 1626 Meter über dem Meeresspiegel und ist Sitz der County-Verwaltung (County Seat).
Der Name der Stadt stammt von der Anaconda Copper Mining Company, die dort ihren Hauptsitz hatte. Anaconda zählt deshalb zu den sogenannten company towns.

## Geschichte
1883 wurde an der Stelle des späteren Anaconda die Kupferhütte des knapp 40 Kilometer südöstlich bei Butte gelegenen Kupferbergwerks Anakonda errichtet, worauf sich um diese Hütte herum eine Siedlung entwickelte und den Namen des Bergwerks bekam.
1891 unterlag Anaconda der Stadt Helena bei dem Bestreben, neue Hauptstadt des Bundesstaates zu werden. Das letzte Hüttenwerk in der Stadt wurde 1980 geschlossen. Seitdem hat sich der Ort vornehmlich zur touristischen Erschließung hin ausgerichtet.

## Kultur und Sehenswürdigkeiten
Der Anaconda Smelter Stack in der Nähe der Stadt ist mit 178,3 Metern einer der höchsten gemauerten Schornsteine der Welt.

## Statistisches
- Höhe: 1626 m ü. M.
- Durchschnittlicher jährlicher Niederschlag: 356 mm
- Durchschnittlicher jährlicher Schneefall: 151 mm
- Jahresdurchschnittstemperatur: 6 °

## Söhne und Töchter der Stadt
- Bert Glennon (1893–1967), Kameramann
- Hal C. Kern (1894–1985), Filmeditor
- Frank Cope (1915–1990), American-Football-Spieler
- William A. Cobban (1916–2015), Paläontologe und Geologe
- Raymond Gerhardt Hunthausen (1921–2018), römisch-katholischer Erzbischof
- Milan Lazetich (1921–1969), American-Football-Spieler
- George Leo Thomas (* 1950), römisch-katholischer Geistlicher, Erzbischof von Las Vegas